# Ralston (Nebraska)
Ralston è un comune degli Stati Uniti d'America, situata in Nebraska, nella contea di Douglas.